# Église Saint-Paul-de-la-Plaine de Saint-Denis
Saint-Paul-de-la-Plaine est une maison d'Église de 200 places édifiée par les architectes Patrick Berger et Jacques Anziutti à Saint-Denis, angle de la rue du Landy et de la rue de la Procession. Elle fait partie des projets promus par l'Œuvre des Chantiers du Cardinal, qui a financé 63 % du projet, soit 1,7 million d'euros sur les 2,7 millions d'euros du budget total,.
Cette église fait partie du diocèse de Saint-Denis. Des jésuites aident la communauté catholique du lieu à vivre sa foi,.

## Description

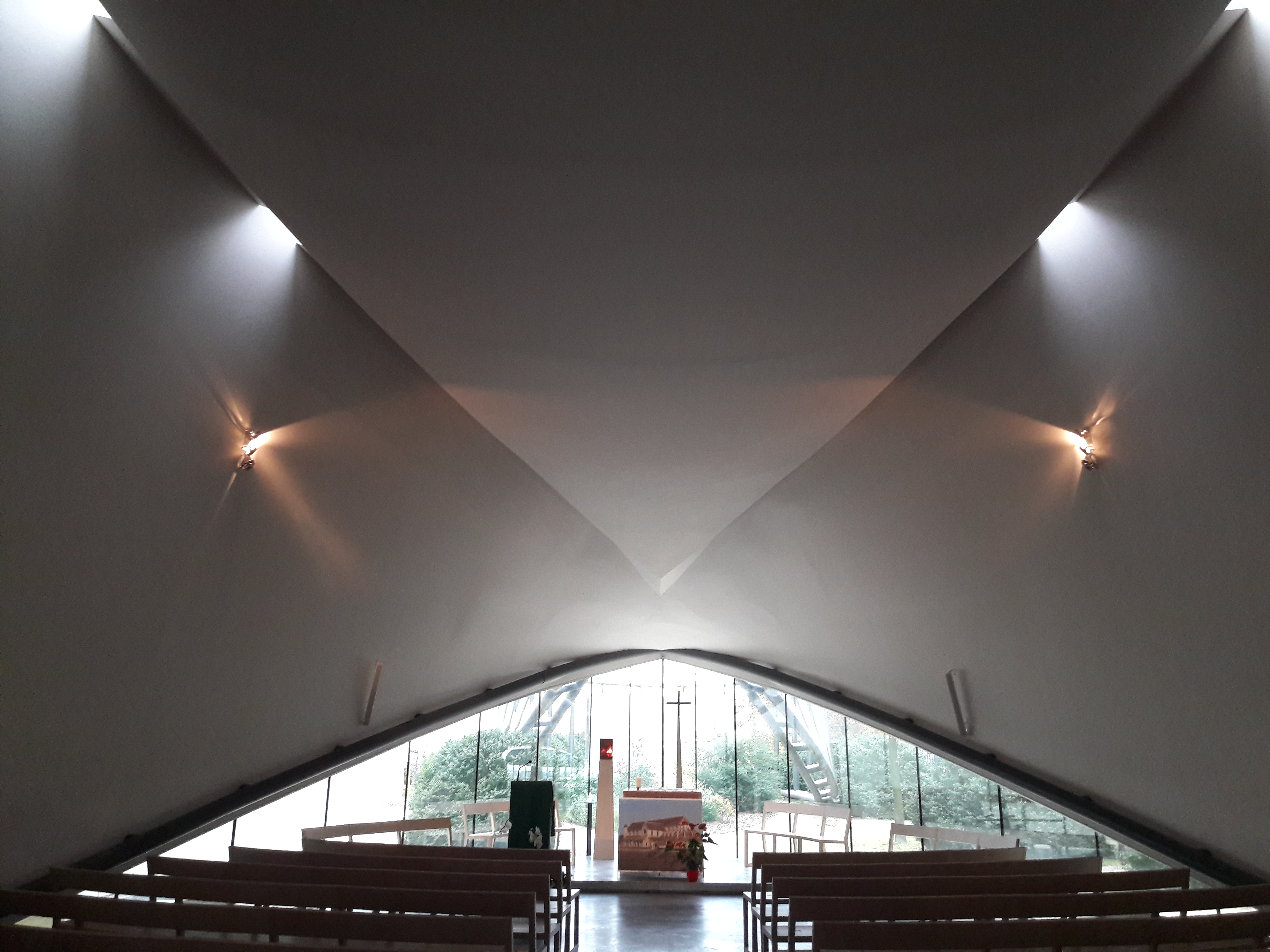
L'intérieur de l'église.

Le symbole infini, matrice de la structure architecturale.

La maison d’Église dépend de l'église Sainte-Geneviève-de-la-Plaine. La maison paroissiale qui la jouxte, construction simple en acier galvanisé aux larges baies vitrées, accueille de multiples activités (réunions, expositions, soutien scolaire, cours de langue...) qui doivent favoriser le lien social.
Elle est consacrée le 24 mai 2014 par Mgr Pascal Delannoy.
La structure en tube d’acier est en forme de symbole infini avec 12 baies symbolisant le nombre des apôtres. L’église comporte un autel en pierre de Comblanchien dessiné par Patrick Berger à qui l'on doit également les bancs, l’autel et la croix de la façade. Édouard et Antoine Ropars ont conçu la croix du chœur et le tabernacle en pierre de Bourgogne et bronze. Derrière l'autel, la façade est transparente, ce qui permet de voir et d'être vu de la rue, selon le souhait de l'initiateur du projet, Mgr Dominique Lebrun, ancien évêque de Saint-Denis. Toutefois l'architecte avait prévu un monument sans lumière extérieure avec un verre opale derrière l’autel, mais le projet évolue lors de la cérémonie de la première pierre où un chœur antillais le convainc d'ouvrir le chœur de l'église sur l’extérieur.
En décembre 2019, une exposition de photos de Yann Arthus-Bertrand sur l'écologie y est organisée avec une conférence du Ministère de la Transition écologique et solidaire lors du vernissage le 2 décembre. La communauté s'est inspirée de l'encyclique Laudato si' du pape François pour lancer cet évènement.

## Accès
Le site est desservi par le RER B, station La Plaine Stade de France, ou par la ligne de métro 12, station Front populaire.